# ドイツ語講座
ドイツ語講座（どいつごこうざ）は、NHKラジオ第2放送で放送された、NHK各国語学講座のひとつ。1952年9月1日に第1回が放送され、後継番組は2008年度から開始した『まいにちドイツ語』。
月～土の放送が基本であるが、月～木は入門編（6か月単位）、金、土は応用編（6か月単位）で構成されていた。
なお、戦前にも日本放送協会では『ドイツ語講座』が放送されていた（1925年度から1930年度に第1放送。1931年度から1934年度まで、1939年度、および1941年度には第2放送）。
戦後には前述のとおりラジオ第2放送で1952年度から『ドイツ語講座』が始まり、1954年度からは『ドイツ語初級講座』（同年度から翌1955年度にかけて『ドイツ語中級講座』が併存）、1962年度からは『ドイツ語入門』、1976年度からは『ドイツ語講座』と名称を変えながら継続して2007年度まで放送されていた。
前述のとおり2008年度から後継の『まいにちドイツ語』が始まったが、同年度から翌2009年度にかけて『アンコールドイツ語講座』も放送された。

## 放送時間
- 2009年度（アンコールドイツ語講座）

月～土　11:40～12:00

## 講師

### 2009年度
アンコール入門編
- 境一三（慶應義塾大学教授）（2009年4月～9月、2009年10月～2010年3月）（2004年4月～9月の再放送）

ゴールめざして！ケンのドイツ留学生活
アンコール応用編
- 渡辺重美（獨協大学教授）（2009年4月～9月、2009年10月～2010年3月）（2006年10月～2007年3月の再放送）

心に響くドイツの文学

### 2008年度
アンコール応用編
- 矢羽々崇（獨協大学教授）（2008年4月～9月、2008年10月～2009年3月）（月曜日・火曜日）（2007年10月～2008年3月の再放送）

リョースケ、ドイツの森を行く
- 諏訪功（一橋大学名誉教授）（2008年4月～9月、2008年10月～2009年3月）（水曜日・木曜日）（2005年度の再放送）

読んで味わうドイツ語
- 田辺秀樹（一橋大学大学院教授）（2008年4月～9月、2008年10月～2009年3月）（金曜日・土曜日）（2002年度の再放送）

歌で楽しむドイツ語

### 2007年度
入門編
- 清野智昭（千葉大学准教授）（2007年4月～9月）

Die geheimnisvolle Frau　謎の女
- 太田達也（慶應義塾大学専任講師）（2007年10月～2008年3月）（2006年4月～9月の再放送）

Das Geheimnis der Geige（ゲンのバイオリン）
応用編
- 鷲巣由美子（国士舘大学准教授）（2007年4月～9月）

Berlin? Berlin!（ベルリン52の断片）
- 矢羽々崇（獨協大学教授）（2007年10月～2008年3月）

リョースケ、ドイツの森を行く

### 2006年度
入門編
- 太田達也（慶應義塾大学専任講師）（2006年4月～9月）

Das Geheimnis der Geige（ゲンのバイオリン）
- 保阪靖人（東京都立大学 (1949-2011)助教授）（2006年10月～2007年3月）（2005年4月～9月の再放送）

FRAU ITOのドイツ語旅行～Mach doch mit!～
応用編
- 浜崎桂子（神戸市外国語大学准教授）（2006年4月～9月）

Deutschland auf eigene Faust（ドイツひとり旅）
- 渡辺重美（獨協大学助教授）（2006年10月～2007年3月）

心に響くドイツの文学

### 2005年度
入門編
- 保阪靖人（東京都立大学助教授）（2005年4月～9月）

FRAU ITOのドイツ語旅行～Mach doch mit!～
- 境一三（慶應義塾大学教授）（2005年10月～2006年3月）（2004年4月～9月の再放送）

ゴールめざして！ケンのドイツ留学生活
応用編
- 諏訪功（獨協大学特任教授）（金曜日）

読んで味わうドイツ語
- アンドレアス・リートラント（玉川大学講師）、ダグマー・クンスト（土曜日）

Deutsch ist easy ～英語で楽しむドイツ語～